# 亚历山大·朗格芳格
亚历山大·伊万诺维奇·朗格芳格（俄语：Александр Иванович Лангфанг，1907年—1990年2月21日），一译朗方格、郎方，苏联国家安全机构官员，中将（1945年7月9日至1956年8月17日）。

## 生平
朗格芳格1907年生于俄罗斯帝国格罗德诺省布列斯特-立托夫斯克（今白俄罗斯布列斯特）的一个铁路工人家庭。其家族源出法国，祖先据推测为拿破仑战争后滞留俄罗斯的法国士兵后裔，但至20世纪初已完全俄罗斯化。

### 20世纪20年代
1923年起从事混凝土工工作；1924年转入沃洛达尔斯基工厂，任纺纱工学徒，后晋升为纺纱工；同年加入共青团，并当选团支部书记。1925年成为全联盟共产党（布尔什维克）预备党员，后转为正式党员。1926年调任卡缅涅夫工厂党支部书记，正式加入联共（布） 。1929年应征加入工农红军，在克里米亚第3步兵师独立通信连学习初级指挥课程，后代理排长职务。

### 20世纪30年代
1931年进入国家政治保卫总局经济总局，历任实习生、助理特派员至特派员。 1934年至1936年转至内务人民委员部国家安全总局经济局任特派员及行动特派员。1937年至1938年升任内务人民委员部国家安全总局第3处（反间谍部门）第9科助理科长，并当选党支部书记。其间主导多起人员敏感案件调查，包括：
- 副外交人民委员尼古拉·克列斯廷斯基；
- 前共产国际领导人奥西普·皮亚特尼茨基、威廉·柯诺宁；
- 共产国际通信部门负责人鲍里斯·尼古拉耶维奇·梅利尼科夫、青年共产国际领导人瓦西里·切莫达诺夫（俄语：Чемоданов, Василий Тарасович）；
- 国际共产主义干部部职员郭绍唐、爱沙尼亚共产党领导人扬·安维尔特等[4] 。

1938年至1940年，任内务人民委员部国家安全总局第3处调查科副科长。

### 20世纪40年代
1940年晋升为内务人民委员部国家安全总局第3处调查科科长。同年6月至1941年7月，以外派情报人员身份赴希腊执行特殊任务。苏德战争爆发后返苏。1942年任国家安全人民委员部第1局第6处处长，同年10月2日调任第4处处长（任职至1946年7月1日）。其间，1942年赴图瓦人民共和国和蒙古人民共和国执行秘密任务；1944年至1946年担任新疆行动组副组长（组长为国家安全人民委员部特殊任务处处长弗拉基米尔·叶格纳罗夫），协助当地“民族解放运动”。1946年6月15日，因“家庭纠纷”在住所开枪自杀未遂，被送往扎尔肯特医疗所，次日转送至阿拉木图治疗。

### 20世纪50年代
1946年7月至1952年，任国家安全部第一总局储备人员（职级为处长）；1949年5月20日记录显示，其名义上兼任联共（布）中央宣传部顾问（可能与同姓名记者阿纳托利·朗格芳格混淆）。1952年调任苏联国家安全部储备局副局长。1953年7月17日至1954年3月，任苏联内务部驻中国高级顾问；1954年3月至11月，受苏联部长会议国家安全委员会人事局调遣；1954年11月19日至1955年8月20日，任克拉斯诺亚尔斯克边疆区克格勃副局长。

### 失宠与监禁
1955年8月20日，依据克格勃第970号令，因“行为有损将军称号”被解职。1956年8月17日，苏联部长会议第1140-587с号决议剥夺其中将军衔。1957年4月4日被捕；1958年9月9日，苏联最高法院审判庭依据《俄罗斯苏维埃联邦社会主义共和国刑法典》第58-7条（破坏活动）、第182条（渎职）及第58-2条（反革命罪），以“伪造刑事案件和虐待囚犯”罪名判处15年监禁。 
1957年至1972年服刑于劳改营，刑满后于1972年获释，定居莫斯科直至1990年去世。

## 奖项
朗格芳格在职业生涯中获多项苏联及盟国勋章，包括：
- 红旗勋章（2次）、红星勋章（2次）；
- 图瓦人民共和国劳动勋章（1942年）；
- 苏联“国家政治保卫总局荣誉工作者”徽章（1932年）、蒙古人民共和国内务部“荣誉契卡人员”徽章（1942年）。